# Gayl (Adelsgeschlecht)

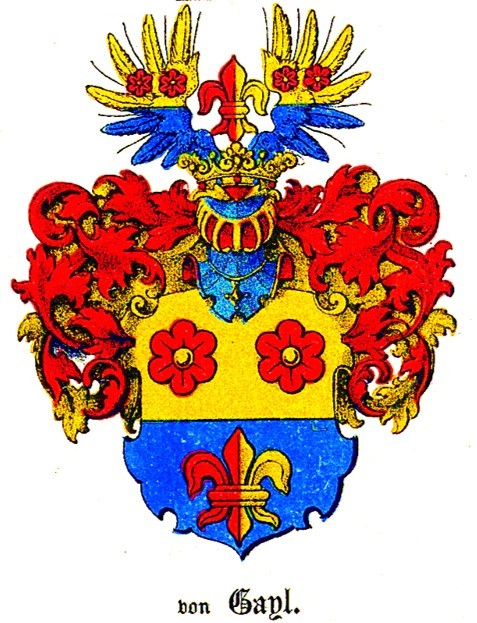
Wappen derer von Gayl

Gayl ist der Name eines deutschen Adelsgeschlechts.

## Geschichte
Das Geschlecht stammt aus dem Hochstift Lüttich, von wo es 1390 nach Köln gelangte. Zu Beginn des 18. Jahrhunderts verbreitete sich ein Stamm von dort in den Elsaß, wo in Straßburg das adlige Patriziat erlangt wurde. Ein anderer Stamm war bereits zu Beginn des 16. Jahrhunderts auf adeligen Gütern in Kurland gesessen. Am 15. April 1532 erging ein kaiserlicher Wappenbrief mit Lehnsartikel sowie am 12. Mai 1545 und am 1. Januar 1573 Diplome zur Hebung in den Reichsadelsstand. Im Königreich Westphalen erfolgte am 10. Juli 1813 die Verleihung des Baronstandes, am 6. April 1878 ein weiterer in den preußischer Freiherrenstand. Bereits am 10. Mai 1841 erfolgte die immatrikulation bei der Kurländischen Ritterschaft (sub Nr. 125). Diese Linie ist erloschen. Aus Kurland verbreitete sich die Familie nach Hannover, Oldenburg und wohl auch nach Schlesien. Im Elsass, Hannover und Oldenburg, nicht aber in Schlesien, wurde der Freiherrentitel geführt.

## Angehörige
- Friedrich von Gayl (1776–1853), preußischer Generalmajor
- Ludwig Dietrich Eugen von Gayl (1785–1853), oldenburgischer Generalleutnant
- Leopold von Gayl (1791–1876), preußischer General der Infanterie
- Wilhelm von Gayl (1814–1879), preußischer General der Infanterie
- Arthur von Gayl (1828–1889), preußischer Generalmajor
- Peter von Gayl (1830–1915), preußischer Generalmajor
- Ernst von Gayl (1832–1895), deutscher Verwaltungsjurist und Landrat (u. a. Kreis Teltow)[1]
- Egon von Gayl (1845–1929), deutscher General der Infanterie, vorm. Kommandeur[2] des 2. Garderegiments zu Fuß
- Franz von Gayl (1847–1921), preußischer Generalmajor
- Georg von Gayl (1850–1927), preußischer General der Infanterie
- Wilhelm von Gayl (1879–1945), deutscher Jurist und Politiker (DNVP)
- Egon von Gayl (* 1928), deutscher Verwaltungsjurist

## Wappen

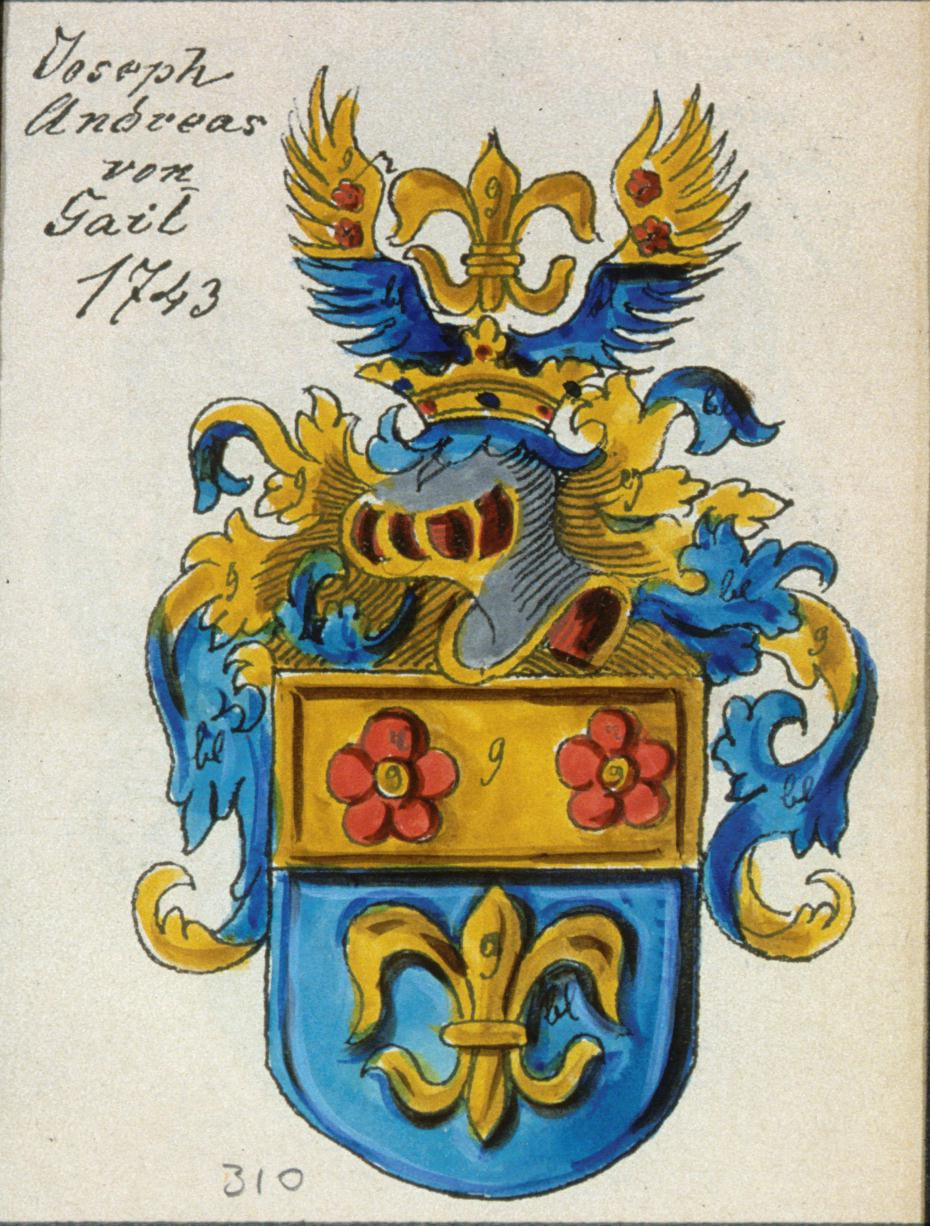
Variante

Das Wappen ist geteilt, oben in Gold zwei rote Rosen, unten in Blau einen rot-golden gespaltene (oder goldene) Lilie. Auf dem Helm mit rot-goldenen Decken ein wie im Schild geteilter und tingierter, offener Flug, belegt mit den beiden Rosen und dazwischen die Lilie.